# Neotapesia
Neotapesia is een geslacht van schimmels behorend tot de familie Mollisiaceae. De typesoort is Neotapesia graddonii.

## Soorten
Volgens Index Fungorum bevat het geslacht drie soorten (peildatum mei 2023):
| Soortnaam            | Auteur(s)                | Publicatiejaar |
| -------------------- | ------------------------ | -------------- |
| Neotapesia graddonii | E. Müll. & Hütter        | 1963           |
| Neotapesia populina  | E. Müll.                 | 1977           |
| Neotapesia saliceti  | (Rehm) E. Müll. & Hütter | 1963           |